# Hornschuchia alba
Hornschuchia alba (A.St.-Hil.) R.E.Fr. – gatunek rośliny z rodziny flaszowcowatych (Annonaceae Juss.). Występuje endemicznie w Brazylii – w stanie Rio de Janeiro. 

## Morfologia
PokrójZimozielony krzew dorastający do 0,5–2 m wysokości.
LiścieMają owalny kształt. Mierzą 5–8 cm długości oraz 2–3,5 cm szerokości. Blaszka liściowa jest całobrzega o tępym wierzchołku.
KwiatySą pojedyncze, rozwijają się na szczytach pędów. Płatki mają białą barwę. Kwiaty mają 3 owocolistki.
OwocePojedyncze o odwrotnie jajowatym kształcie. Osiągają 20 mm długości.

## Biologia i ekologia
Rośnie w częściowo zimozielonych lasach.